# Jérôme Clavier
Jérôme Clavier (Chambray-lès-Tours, 4 maggio 1983) è un astista francese, medaglia d'argento agli Europei indoor di Parigi 2011.

## Biografia
Il suo record personale all'aperto, di 5,75 m, che gli valse il minimo per i Giochi olimpici di Pechino 2008, è comunque inferiore al suo personale assoluto di 5,85 m, stabilito nel 2011 in una competizione indoor.

## Palmarès
| Anno | Manifestazione          | Sede       | Evento           | Risultato      | Prestazione | Note  |
| ---- | ----------------------- | ---------- | ---------------- | -------------- | ----------- | ----- |
| 2002 | Europei juniores        | Kingston   | Salto con l'asta | 6º             | 5,40 m      |       |
| 2003 | Europei under 23        | Bydgoszcz  | Salto con l'asta | 6º             | 5,20 m      |       |
| 2003 | Universiadi             | Taegu      | Salto con l'asta | 7º             | 5,40 m      |       |
| 2004 | Mondiali indoor         | Budapest   | Salto con l'asta | Qualificazione | 5,45 m      |       |
| 2005 | Giochi del Mediterraneo | Almería    | Salto con l'asta | Bronzo         | 5,55 m      |       |
| 2005 | Europei under 23        | Erfurt     | Salto con l'asta | Bronzo         | 5,60 m      | [ 2 ] |
| 2006 | Mondiali indoor         | Mosca      | Salto con l'asta | Qualificazione | 5,45 m      |       |
| 2007 | Europei indoor          | Birmingham | Salto con l'asta | 6º             | 5,41 m      |       |
| 2007 | Mondiali                | Osaka      | Salto con l'asta | 20º (q)        | 5,55 m      |       |
| 2008 | Mondiali indoor         | Valencia   | Salto con l'asta | 4º             | 5,75 m      |       |
| 2008 | Giochi olimpici         | Pechino    | Salto con l'asta | 6º             | 5,60 m      |       |
| 2011 | Europei indoor          | Parigi     | Salto con l'asta | Argento        | 5,76 m      |       |
| 2011 | Mondiali                | Taegu      | Salto con l'asta | 18º (q)        | 5,50 m      |       |
| 2012 | Europei                 | Helsinki   | Salto con l'asta | 10º            | 5,40 m      |       |
| 2014 | Mondiali indoor         | Sopot      | Salto con l'asta | 10º            | 5,55 m      |       |
| 2016 | Mondiali indoor         | Portland   | Salto con l'asta | 12º            | 5,55 m      |       |

## Altre competizioni internazionali
2005
- 7º in Coppa Europa ( Firenze), salto con l'asta - 5,30 m[3]

## Campionati nazionali
2005
- Oro ai Campionati francesi assoluti di atletica leggera indoor, salto con l'asta - 5,65 m[4]